# Igor Swjatoslawitsch

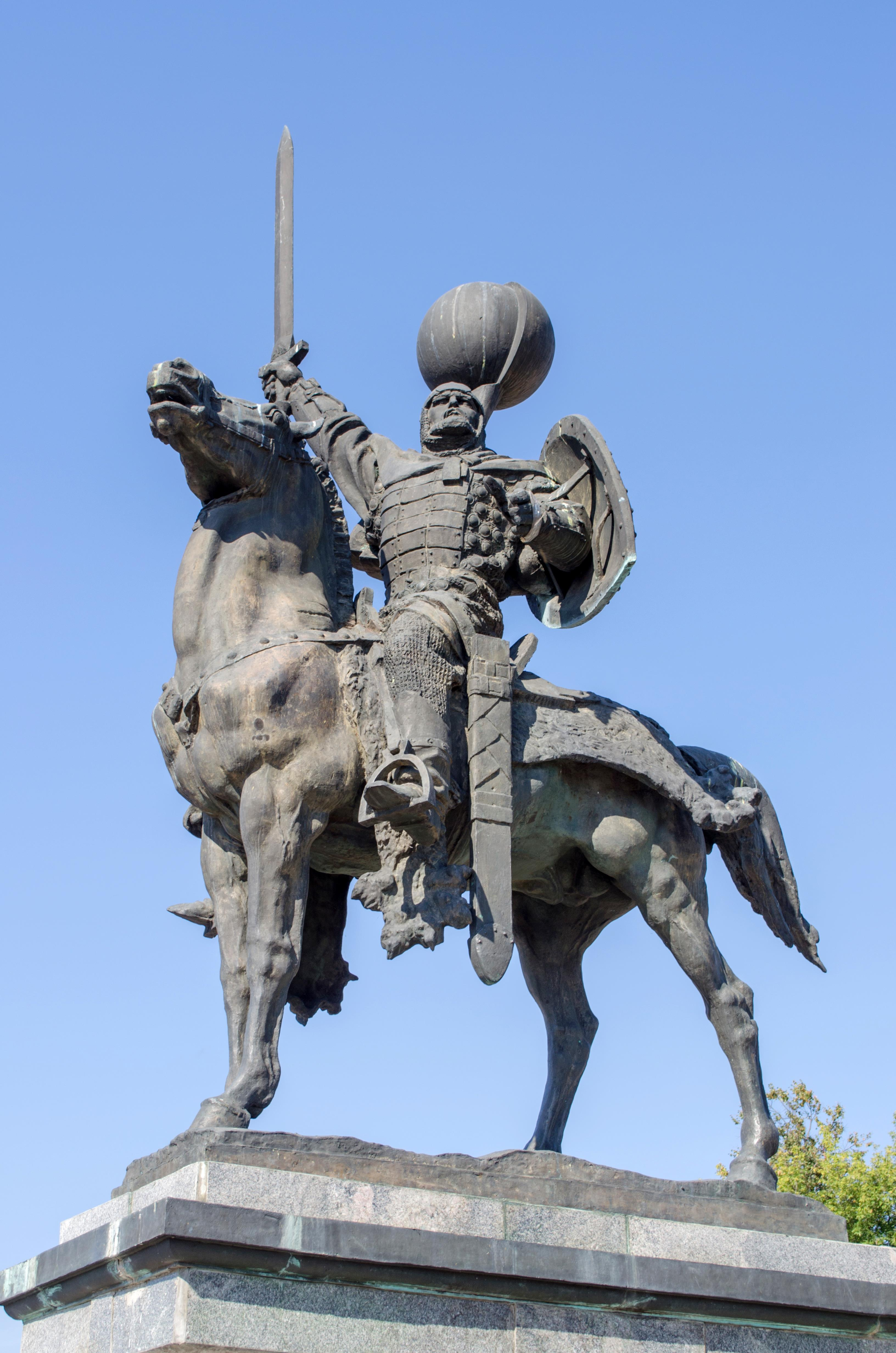
Denkmal für Prinz Igor. Nowgorod-Siwerskyj

Igor Swjatoslawitsch (altnordisch Ingvar Sveinaldsson, altostslawisch Игорь Святъславичь, Igorĭ Svjatŭslavičĭ; russisch Игорь Святославич, Igor Swjatoslawitsch; ukrainisch Ігор Святославич, Ihor Swjatoslawytsch; geb. 1151 in Nowhorod-Siwerskyj; gest. 1201/1202) war ein Fürst der Kiewer Rus.
Er war Fürst von Putywl (1164–1180), von Nowgorod-Sewersk (1180–1198) und von Tschernihiw (1198–1201/1202).
Einer seiner Feldzüge gegen die Kumanen (auch bekannt als die Schlacht an der Kalka) wurde zum Stoff für ein russisches Nationalepos, das Igorlied.